# Пахтакор (станція метро)
41°19′16″ пн. ш. 69°15′15″ сх. д. / 41.32111° пн. ш. 69.25417° сх. д.
Пахтакор  (узб. Paxtakor — бавовнороб) — станція Чилонзорської лінії Ташкентського метрополітену розташована між станціями Бунйодкор і Мустакіллік майдоні. Розташована біля стадіону "Пахтакор" і спортивної арени "Ешлік".
Відкрита 6 листопада 1977 у складі першої черги Чилонзорської лінії.
Колонна трипрогінна станція мілкого закладення з підземними та круглим наземним вестибюлями.
В оздобленні наземного вестибюля широко використані місцеві природні камені. Круглі колони залу, оздоблені Газганським мармуром, що завершуються капітелями з литої алюмінієвої решітки національного орнаменту і підсвічується зсередини люмінесцентними світильниками. Колійні стіни оздоблені керамікою з орнаментальним малюнком що переплітається. Підлога викладена полірованими плитами сірого і чорного граніту. Архітектурно-просторове рішення стін і спуску на платформу доповнюють кольорові смальтові панно (худ. В. Бурмакін). Після відкриття станції Алішер Навої Узбекистонської лінії один з вестибюлів був суміщений з переходом між станціями Пахтакор і Алішер Навої.

## Ресурси Інтернету
- Станція Пахтакор(рос.)